# Естонська енциклопедія
«Естонська енциклопедія» (ест. Eesti entsüklopeedia) — найбільше естонське енциклопедичне видання, опубліковане в Естонії у 1985-2007 роках. Містить 15 томів.
Енциклопедія заснована 1985 року під назвою «Естонська радянська енциклопедія» (ест. Eesti nõukogude entsüklopeedia). 1990 року назва видання була змінена на «Естонська енциклопедія» (ест. Eesti entsüklopeedia).
2010 року розпочалося оцифрування енциклопедії.
Головні редактори енциклопедії:
- Густав Наан (1985—1989)
- Юло Каеватс (1989—1992)
- Тоомас Варрак (1992—1995)
- Юло Каеватс (вдруге, 1995—2002)
- Гардо Аасмяе (2002—2007)